# Gårtjärnen, Hälsingland
Gårtjärnen är en sjö i Söderhamns kommun i Hälsingland och ingår i Norralaåns huvudavrinningsområde.